# Fontecha (Valdevimbre)
Fontecha es una pedanía española perteneciente al municipio de Valdevimbre, situado en Tierra de León, provincia de León, Castilla y León. En 2017 contaba con una población de 133 habitantes, según el INE.
Está situado en la carretera autonómica CL-622.

## Demografía
Tiene 129 habitantes, 69 varones y 60 mujeres censados en la localidad.